# Petronella Moens
Petronella Moens, född 1762, död 1843, var en nederländsk författare.
Moens var också politiskt aktiv och drev 1788–1797 en tidning där hon drev politisk opinion och talade för bland annat rösträtt för kvinnor.